# Екологічна партія «Зелені» проти Європейського парламенту
Екологічна партія «Зелені» проти Європейського парламенту (1986) Справа 294/83 — судова справа ЄУ, що стосується конституційних рамок і фінансування політичних партій у Європейській Унії. Ця справа важлива тим, що в ній вперше було висловлено припущення, що Європейська Унія ґрунтується на «верховенстві права».

## Зміст
Партія зелених оскаржила фінансування політичної партії з парламенту. Вони стверджували, що система несправедлива щодо розподілу щодо нових партій. Вони вимагали заяви про те, що Європейське співтовариство не має права надавати фінансування політичним партіям.

## Судове рішення
Суд Справедливости постановив, що питання політичного фінансування партій слід розглядати як питання, яке повністю належить вирішувати державам-членам відповідно до статті 7(2) Договору про функціонування Європейського Союзу Акту від 20 вересня 1976 року щодо виборів представників Асамблеї шляхом прямого загального виборчого права.
|  | 23. У зв'язку з цим необхідно підкреслити, що Європейська економічна спільнота є співтовариством, заснованим на верховенство права, оскільки ні її держави-члени, ні її інституції не можуть уникнути розгляду питання про те, чи відповідають заходи, прийняті нею, основній конституційній хартії - Договору. Зокрема, (...) Договір встановив повну систему засобів правового захисту і процедур, призначених для того, щоб дозволити Суду ЄУ перевіряти законність заходів, прийнятих інституціями. Таким чином, фізичні та юридичні особи захищені від застосування до них загальних заходів, які вони не можуть оскаржити безпосередньо в Суді через особливі умови прийнятності, викладені в другому пункті статті 173 Договору. (...) |

Згідно з рішенням, система, за якою європейські політичні партії фінансувалися користуючись з економічних ресурсів безпосередньо з бюджетів окремих парламентських груп, які фінансувалися користуючись з ресурсів із загального бюджету Європейських Співтовариств, була визнана незаконною. Ця система давала неправомірні переваги політичним суб'єктам, які належали до виборної інституції: для Суду державні ресурси повинні розподілятися без різниці між партіями, присутніми в Парламенті, і тими, хто бажає увійти до нього вперше.